# 長崎県道138号田結久山線
長崎県道138号田結久山線（ながさきけんどう138ごう たゆいくやません）は、長崎県諫早市を通る一般県道である。

## 概要
諫早市飯盛町里から諫早市久山町に至る。東長崎方面から諫早方面への近道としてよく利用されている。

### 路線データ
- 起点：諫早市飯盛町里
- 終点：諫早市久山町（久山交差点、国道34号交点、長崎県道129号久山港線終点）
- 総延長：8.2 km

## 路線状況

### 重複区間
- 国道251号（諫早市飯盛町里 地内）

### 道路施設

#### トンネル
- 花ノ木トンネル：延長540 m[1]、2001年（平成13年）竣工、諫早市

「諫早市と飯盛町の交流ふれあいトンネル・橋梁整備事業」の一環として1993年（平成5年）から行われてきた。諫早市中心部と同市飯盛町中心部を結ぶトンネルであり、2000年（平成12年）2月15日に貫通し、2002年（平成14年）3月に開通した。堂に、トンネルの近辺の道路も約2 km改良された。
- 区間：諫早市飯盛町古場 - 同市花ノ木[1]
- 幅員：10 m（歩道幅員2.5 m）[1]

#### 橋梁
- 田結橋（田結川、諫早市）
- 上たりたり橋（田結川、諫早市）
- 宇土谷橋（田結川、諫早市）
- 三反田橋（田結川、諫早市）
- 中原橋（田結川、諫早市）
- 砂ノ前橋（田結川、諫早市）
- 城の元橋（久山川、諫早市）

## 地理
国道34号・国道251号を結ぶ道路であるが、かつては幅員が狭く線形が複雑であったため、大型車が通行不可能な状態であった。しかし、諫早市飯盛町のある田浦港の整備工事で交通量が増加したことに伴い花ノ木トンネルを中心に改良された。

### 通過する自治体
- 諫早市

### 交差する道路
| 交差する道路                                                | 交差する場所 | 交差する場所      |
| ----------------------------------------------------------- | ------------ | ----------------- |
| 国道251号 重複区間起点                                      | 飯盛町里     |                   |
| 国道251号 重複区間終点                                      | 飯盛町里     |                   |
| 国道34号 国道57号 重複 国道207号 重複 長崎県道129号久山港線 | 久山町       | 久山交差点 / 終点 |

### 交差する鉄道
- 西九州新幹線

### 沿線
- 田結郵便局
- 諫早市立飯盛西小学校
- 諫早中核工業団地
- E34 長崎自動車道 10 諫早IC